# Àcid γ-linolènic
L'àcid γ-linolènic, de nom sistemàtic àcid (6Z,9Z,12Z)-octadeca-6,9,12-trienoic, és un àcid carboxílic poliinsaturat de cadena lineal amb devuit àtoms de carboni; la seva fórmula molecular és {\displaystyle {\ce {C18H30O2}}}. En bioquímica es considera un àcid gras ω-6, ja que té un doble enllaç C=C situat entre el carboni 6 i el 7 començant per l'extrem oposat al grup carboxil, i se simbolitza per C18:3 n-6, C18:3 ω-6 o GLA (de l'anglès gamma-linolenic àcid). També té dos enllaços dobles més, en disposició cis com el primer.

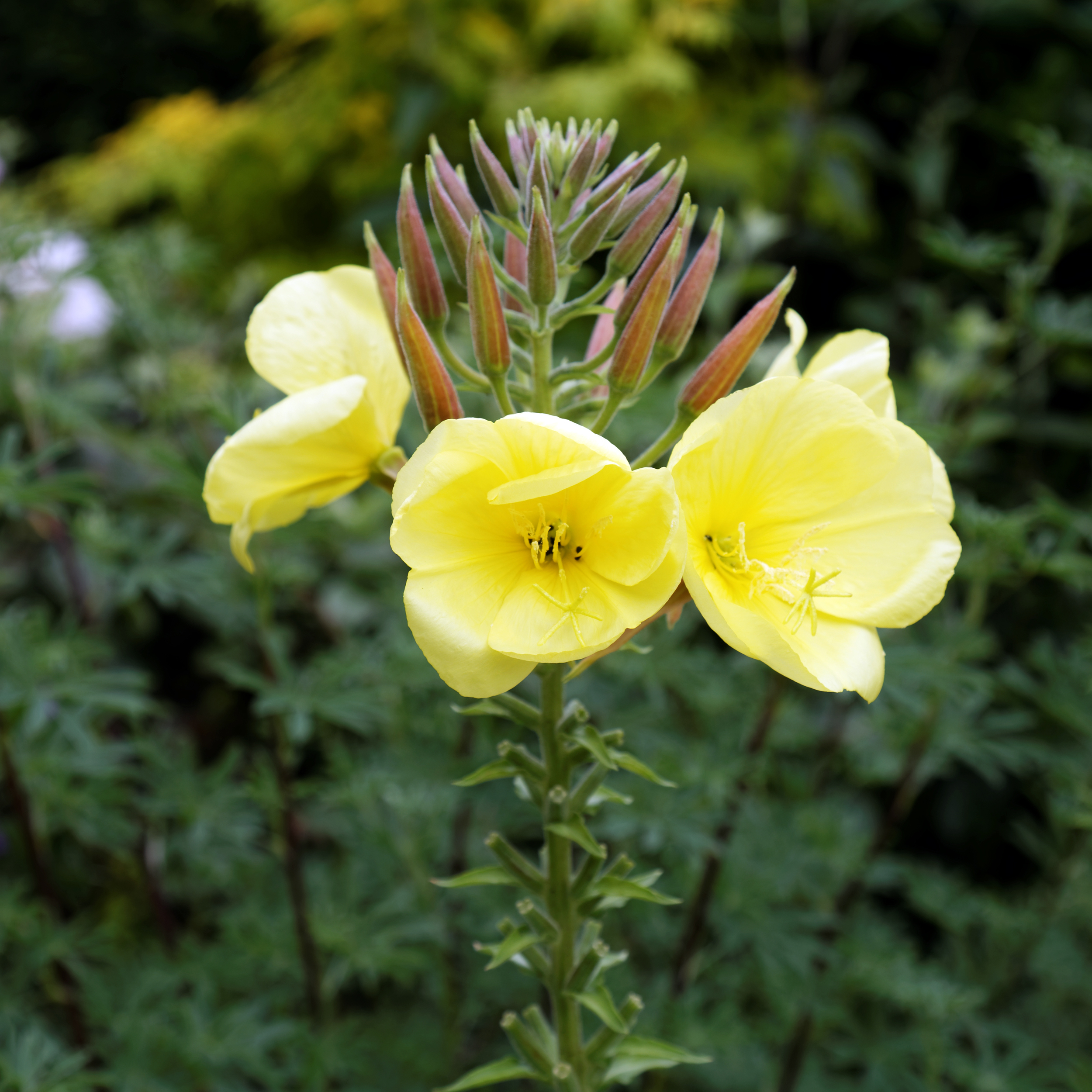
Bella de nit

A temperatura ambient és un líquid de punt de fusió entre –11,3 ° i –11,0 °C, densitat 0,9164 g/cm³ entre 4 °C i 20 °C i índex de refracció 1,4800 a 20 °C. És soluble en acetona, dietilèter, metanol i èter de petroli.
Fou aïllat per primer cop el 1919 per A. Heiduschka i K. Lueft a partir de l'oli de les llavors de bella de nit i el descriviren com una inusual forma d'àcid linolènic que anomenaren γ-linolènic. Posteriorment la seva estructura química fou caracteritzada per J.P. Riley.
Aïllat a partir de llavors de bella de nit o Oenothera biennis i Oenothera lamarckiana (prímules nocturnes); olis d'assecament. És un component secundari de molts lípids animals. Quan els animals ingereixen àcid linoleic (18:2 n-6), que no poden sintetitzar (és un àcid gras essencial), el transformen per dessaturació en àcid γ-linolènic (18:3 n-6), i en altres àcids grassos de cadena més llarga.